# Federico Russo (attore)
Federico Russo (Roma, 19 ottobre 1997) è un attore italiano.

## Biografia
Esordisce nel 2004 partecipando alla soap opera Incantesimo 7 prodotta dalla Rai. Nel 2005 fa parte del cast secondario di Incantesimo 8, partecipa alla miniserie televisiva De Gasperi - L'uomo della speranza e nello stesso anno vince Ballando con le stelline, categoria per bambini della seconda edizione di Ballando con le stelle, programma di Rai 1 condotto da Milly Carlucci. Nel 2006 partecipa alla miniserie televisiva Carabinieri - Sotto copertura, spin-off della serie Carabinieri. Sempre nello stesso anno entra a far parte del cast regolare de I Cesaroni interpretando il personaggio di Mimmo Cesaroni, in quella che era una nuova serie televisiva di Mediaset destinata a proseguire fino al 2014. Il suo personaggio fa anche da narratore all'inizio di ogni episodio fino alla quinta stagione.
Nel 2007 partecipa alla terza stagione della fiction Rai Provaci ancora prof! nel ruolo di Nino, mentre nel 2009 partecipa come ospite alla trasmissione Pausa Posta, in onda su Rai Gulp, insieme ad Angelica Cinquantini, con cui ha lavorato insieme anche ne I Cesaroni. Nel 2010 è protagonista del videoclip dei PQuadro, Anime di vetro, brano composto dai PQuadro con la collaborazione di Emilio Munda nel testo, musica e arrangiamenti; la regia è di Gabriele Paoli. Nello stesso anno prese parte ad alcune puntate dello Zecchino Show. Nel 2011 è protagonista del videoclip del singolo di Max Pezzali Credi.
Nel 2015 lavora per Disney Channel, interpretando Sam nella sitcom italiana Alex & Co. Nel gennaio 2016 pubblica il primo album We are one, prodotto dalla Walt Disney Records. L'album comprende dieci canzoni tra cui sei canzoni cantate da lui stesso; ad aprile canta a un concerto chiamato Alex & Co. fan event. Dall'esperienza della suddetta sitcom, nasce il film Come diventare grandi nonostante i genitori, durante le riprese del quale Russo si lega sentimentalmente ad una delle attrici coprotagoniste, Chiara Primavesi. Nel maggio 2016 comincia a girare per la Rai una nuova serie, Scomparsa, lavorando con Vanessa Incontrada, Eleonora Gaggero e Saul Nanni, in onda da novembre a dicembre 2017.
Nel 2017 partecipa alla serie L'isola di Pietro, in onda su Canale 5 e fa parte del cast dell'undicesima stagione di Don Matteo, trasmessa su Rai 1 a partire dall'11 gennaio 2018, interpretando Seba. Nel 2019 prende parte al film La mia seconda volta. L'anno successivo interpreta Mauro nella serie televisiva Curon, distribuita da Netflix sulla propria piattaforma il 10 giugno 2020. Sempre nel 2020 prende parte al film Ernesto, prodotto da Freeres e diretto da Giacomo Raffaelli e Alice de Luca, in gara alla XIX edizione del Rome Independent Film Festival. Nel 2023, dopo una pausa di tre anni, partecipa alla serie Black Out in onda su Rai 1.
Nel 2025 torna ad interpretare Mimmo Cesaroni nella settima stagione della serie omonima.

## Filmografia

### Cinema
- L'aquilone di Claudio, regia di Antonio Centomani (2014)
- Come diventare grandi nonostante i genitori, regia di Luca Lucini (2016)
- La mia seconda volta, regia di Alberto Gelpi (2019)
- Ernesto, regia di Giacomo Raffaelli e Alice de Luca (2020)

### Televisione
- Incantesimo 7-8, registi vari (Rai 2, 2004-2005)
- De Gasperi - L'uomo della speranza, regia di Liliana Cavani (Rai 1, 2005)
- Carabinieri - Sotto copertura, regia di Raffaele Mertes (Canale 5, 2005)
- I Cesaroni, registi vari (Canale 5, 2006-2014)
- Provaci ancora Prof! 3, registi vari (Rai 1, 2008)
- Alex & Co, regia di Claudio Norza (Disney Channel, 2015)
- Alex & Co. 2, regia di Claudio Norza (Disney Channel, 2015)
- Alex & Co. 3, regia di Claudio Norza (Disney Channel, 2016)
- L'isola di Pietro, regia di Umberto Carteni (Canale 5, 2017)
- Scomparsa, regia di Fabrizio Costa (Rai 1, 2017)
- Don Matteo 11, registi vari (Rai 1, 2018)
- L'isola di Pietro 2, regia di Giulio Manfredonia (Canale 5, 2018)
- Curon, regia di Fabio Mollo e Lyda Patitucci (Netflix, 2019-2020)
- Black Out, registi vari – serie TV (Rai 1, 2023-2025)
- Adorazione, regia di Stefano Mordini – serie TV (Netflix, 2024)
- I Cesaroni - Il ritorno, regia di Claudio Amendola – serie TV (Canale 5, 2026)

### Doppiaggio
- Ballerina, voce di Rudolph (2016)

### Videoclip
- Anime di vetro, PQuadro (2010)
- Credi, Max Pezzali (2011)
- Mal di gola, The Kolors (2021)

## Pubblicità
- Testimonial della campagna pubblicitaria della Never Without You (2008-2009)
- Testimonial della WPM (2009-2012)